# Checea, Timiș
Checea (germană Ketscha, maghiară Kőcse sau Nagykőcse, croată Hrvatska Keča, sârbă Кеча) este satul de reședință al comunei cu același nume din județul Timiș, Banat, România.

## Personalități
- Gheorghe Șaru, pictor.